# 橋本南
橋本 南（はしもと みなみ、1995年5月30日 - ）は、熊本県宇城市出身のハンドボール選手。日本ハンドボールリーグの大阪ラヴィッツ所属。

## 経歴
兄が2人、妹が1人いる。
松橋小4年のときにハンドボールを始める。小学2年から柔道もやっていた。
小学6年のときに熊本県選抜チームのメンバーに選出され、第14回西日本小学生大会で準優勝。
松橋中、四天王寺高、武庫川女子大と大怪我を負っている。
四天王寺高等学校時代は2011年に日本代表U-16に選出。
武庫川女子大学時代には、2017年の西日本学生ハンドボール選手権大会で特別賞を受賞した。
2018年に日本ハンドボールリーグのソニーセミコンダクタマニュファクチャリングへ加入。
2020年、大阪ラヴィッツに移籍。
2021年、背番号が高校時代と同じ25番に。
2021年9月12日のザ・テラスホテルズ戦で成功したスカイシュートが、8・9月のJHLベストプレーに選定される。
2023年1月、昨年の年末に左膝前十字靭帯を断裂、手術を行う。

## 詳細情報

### 年度別成績
| 年       | チーム         | 試合 | フィールド 得点 | 率   | 7m  | 合計   | 警告 | 退場 | 失格 |
| -------- | -------------- | ---- | --------------- | ---- | --- | ------ | ---- | ---- | ---- |
| 2018-19  | ソニー         | 6    | 6/15            | .400 | 0/0 | 6/15   | 1    | 0    | 0    |
| 2019-20  | ソニー         | 4    | 1/7             | .143 | 0/0 | 1/7    | 0    | 0    | 0    |
| 2020-21  | 大阪ラヴィッツ | 16   | 30/79           | .380 | 0/0 | 30/79  | 2    | 3    | 0    |
| 2021-22  | 大阪ラヴィッツ | 16   | 40/80           | .500 | 0/0 | 40/80  | 0    | 5    | 0    |
| 2022-23  | 大阪ラヴィッツ |      |                 |      |     |        |      |      |      |
| JHL：4年 | JHL：4年       | 42   | 77/181          | .425 | 0/0 | 77/181 | 3    | 8    | 0    |

### 記録

#### 日本ハンドボールリーグ
- フィールドゴール初得点：2018年9月22日、対大阪ラヴィッツ戦（霧島市国分体育館）[5]

### 背番号
- 19 (2018年 - 2020年、ソニー)
- 23 (2020年 - 2021年、大阪ラヴィッツ)
- 25 (2021年 - 、大阪ラヴィッツ)

## 代表歴

### 日本代表U-16
- 日韓スポーツ交流 (2011年)